# Funcție de utilitate

Funcția de utilitate U(X)

Funcție de utilitate este aleasă adeseori în economie pentru modelarea preferințelor anumitor agenți economici. Supoziția fundamentală a conceptului este aceea că „actorul” este văzut ca un maximizator rațional care aspiră la luarea de hotărâri care să-i aducă o utilitate cât mai mare posibil.  
Conceptul teoriei utilității este aplicat atât în microeconomie, cât și in macroeconomie. În domeniul microeconomiei, acesta explică comportamentul indivizilor, iar în domeniul macroeconomiei explică, printre altele, cu ajutorul teoriei utilității, deciziile politicii economice. 

## Teoria microeconomică a utilității
În cadrul teoriei bugetare, funcția directă a utilității exprimă nivelul utilității, pe care un consumator îl atinge, consumând diferite cantități de bunuri: 
{\displaystyle U=U(X_{1},X_{2},\ldots ,X_{n})}.
{\displaystyle U} exprimă nivelul utilității, {\displaystyle X_{i}} cantitatea consumată din anumite bunuri și {\displaystyle n} numărul bunurilor de consum.

### Utilitatea marginală
Prima derivată a funcției de utilitate în funcție de cantitatea unuia din bunurile de consum {\displaystyle {\frac {\partial U}{\partial X_{i}}}} se mai numește și utilitate marginală a acelui bun. În mod colocvial, utilitatea marginală răspunde la întrebarea: „Care este utilitatea suplimentară pe care o aduce consumul unei unități suplimentare {\displaystyle i} dintr-un anumit bun?“
Utilitatea marginală este un concept des utilizat în contextul maximizării utilității. Astfel, în punctul optim trebuie ca utilitatea marginală a unui bun sa fie egală cu costurile marginale. O utilitate marginală care ia valoarea zero, înseamnă că pentru acel bun a apărut o saturație'

### Supoziții generale
În cazul bunurilor normale se pornește de la ideea că un consum suplimentar aduce, în mod fundamental, o utilitate mai mare, chiar dacă cantitatea deja consumată este foarte mare. Aceasta înseamnă că funcția de utilitate are o creștere strict monotonă, iar utilitatea marginală este, de asemenea pozitivă pentru {\displaystyle X_{i}}.
În același timp se presupune în mod frecvent, ca mărirea utilității prin consumul unei unități suplimentare dintr-un bun descrește progresiv cu cantitatea consumată, așa cum postulează prima lege lui Gossen. În acest caz se vorbește despre o utilitate marginală descrescătoare, respectiv despre o funcție de utilitate concavă.

### Funcția indirectă a utilității
Funcția indirectă a utilității ({\displaystyle V}) exprimă nivelul maximal al utilității, pe care un consumator poate să îl atingă, dipunând de un anumit venit, date fiind prețurile bunurilor:
{\displaystyle U=V(Y,P_{1},P_{2},\ldots ,P_{n})}.
{\displaystyle Y} desemnează venitul consumatorului și {\displaystyle P_{i}} prețul bunului de consum {\displaystyle i}.

### Funcția intertemporală a utilității
Funcția intertemporală a utilității reprezintă diferitele utilității pe care consumul le aduce în diferite perioade. Din cauză că e mai ușoară împărțirea în două, modelele teoretice se limitează adeseori la reprezentarea unui caz în două perioade. Cu ajutorul acestei funcții trebuie explicat de ce și într-o măsură cât de mare economisesc oamenii sau iau credite. 
Factorul de discount al consumului viitor în prezent se numeste rata preferinței temporale. În mod frecvent se pornește prin simplificare, de la o rata constantă a preferinței temporale, chiar și în cazul modificărilor venitului. 
Se presupune o utilitate mai mare pentru consumul prezent, în cazul unui venit redus, iar pentru un venit pe cap de locuitor la granița sărăciei, rata preferinței temporale este, în mod corespunzător, foarte ridicată.
Rata preferinței temporale a unui agent economic este denumită rata privată a preferinței temporale, iar cea unei societăți este denumită rata socială a preferinței temporale.
Grafic, sistemul curbelor de indiferență sunt reprezentate printr-un sistem de coordonate, în care consumul prezent se reprezintă pe o axă, iar consumul viitor pe cealaltă axă.

### Funcția utilității așteptate
Funcția utilității așteptate exprimă utilitatea unor alternative riscante. În acest caz, utilitatea așteptată se construiește din diferite stări. Această formă de reprezentare face trimitere la teoria teoriei utilității așteptate. 

## Teoria macroeconomică a utilității
În contextul macroeconomic, funcțiile de utilitate macroeconomică sunt utilizate pentru a măsura rentabilitatea diferitelor dezvoltări politice și economice pentru dezvoltarea macroeconomică.
În macroeconomie acest concept se folosește, de asemenea, pentru a modela comportamenul actorilor politicii economice. În acest context sunt construite, de exemplu, în cadrul teoriei alegerii publice (Public Choice Theory), funcții de utilitate pentru politicienii orientați înspre realegere. În acest fel, politicienii vor alege acea alternativă politică menită să le mărească șansele de a fi realeși. 

## Vezi și
- Utilitate
- Utilitate marginală
- Curbe de indiferență